# Jan Appel
Jan Appel (Pseudonyme Max Hempel, Jan Arndt, Jan Voß) (* 1890 in Mecklenburg; † 4. Mai 1985 in Maastricht, Niederlande) war ein deutscher kommunistischer Revolutionär während der Novemberrevolution und des Spartakusbundes. Später war er nacheinander Mitglied der KPD, der KAPD und der Gruppe internationaler Kommunisten (GIK).

## Leben und Wirken
Appel war von Beruf Schiffbauer, einige Jahre auch Seemann, und lebte in Hamburg. 1908 trat er in die SPD ein. Während des Ersten Weltkrieges gehörte er den Hamburger Linksradikalen um Fritz Wolffheim und Heinrich Laufenberg an. In dieser Zeit war er an der Organisation von Streiks, besonders dem Hamburger Rüstungsarbeiterstreik, beteiligt. Während der Novemberrevolution war er 1918 der Vorsitzende der revolutionären Obleute in Hamburg. Im folgenden Jahr trat Appel der KPD bei, als allerdings 1919 Paul Levi seinen Angriff auf die Linksopposition, die sogenannte utopistisch-linksradikalen Fraktion innerhalb der KPD startete, solidarisierte sich Appel mit den Ausgeschlossenen und trat kurz darauf der KAPD bei. Dort wiederum vertrat er, wie auch Karl Schröder, Alexander Schwab, Bernhardt Reichenbach, Emil Sach, Adam Scharrer und August Wülfrath, die Berliner Tendenz, welche stark zentralistische Meinungen propagierte. Seit 1920 war er ein führendes Mitglied der KAPD, welche als linksradikal und spontaneistisch eingeschätzt wurde. In dieser Funktion bildete er zusammen mit Franz Jung eine Delegation, die nach Moskau reiste, um über die Aufnahme in die Komintern und das Parteiprogramm, welches sich zu großen Teilen aus dem der KPD zusammensetzte, zu verhandeln. Wegen des russischen Bürgerkrieges war eine direkte Reise nicht möglich, daher sah sich die Gruppe zur Entführung eines Schiffes, des Fischdampfers Senator Schröder, gezwungen, um nach Murmansk zu gelangen, was nur durch die Mithilfe von Hermann Knüfken möglich war, da dieser auf dem Schiff Dienst tat. In Moskau kam es zu Verhandlungen mit Lenin und dem EKKI um die Aufnahme der KAPD in die Kommunistische Internationale. Zwar schlugen diese Verhandlungen fehl, jedoch wurde dem Begleiter Appels Franz Jung – dieser blieb auch in Russland – und möglicherweise auch ihm selbst die russische Staatsangehörigkeit verliehen.
Nach der Rückkehr war Appel unter dem Namen Jan Arndt in Mitteldeutschland, auch bei den Märzkämpfen in Mitteldeutschland politisch aktiv. Im Jahr 1921 war er als Max Hempel als Vertreter der KAPD Delegierter des III. Weltkongresses der Komintern. Im Jahr 1923 wurde er wegen politisch bedingter Überfälle und Piraterie zu zwei Jahren und einem Monat Zuchthaus verurteilt. Er wurde seit 1920 gesucht und konnte lediglich inhaftiert werden, da er als Jan Arndt während des Ruhrkampfes einen Diebstahl beging, welcher jedoch auf Lebensmittelknappheit begründet und nicht politisch motiviert war. Während der Haft widmete sich Appel intensiv dem Studium des Marxismus.
Nach der Entlassung aus der Haft im Jahr 1925 ging er 1926 in die Niederlande. Dort arbeitete er als Hafenarbeiter und war politisch unter anderem in der Gruppe Internationaler Kommunisten und der niederländischen KAP, welcher er zusammen mit Henk Canne Meijer lange Zeit anführte, aktiv. Er war beteiligt an der 1930 erschienenen Kollektivschrift Grundprinzipien kommunistischer Produktion und Verteilung. Nach einem Auslieferungsantrag von Seiten Deutschlands ging Appel 1933 in den Untergrund. Während des Zweiten Weltkrieges war er im Widerstand aktiv und gehörte der Organisation Communistenbond Spartacus an, pflegte aber auch weiter seine Kontakte nach Deutschland. Nach 1945 war er Herausgeber des „Spartacus“, eines kleinen Wochenblattes mit sozialistisch-utopischem Inhalten. Nach dem Krieg zunächst weiter ungemeldet, wurde er 1948 legalisiert, ihm gleichzeitig aber jede politische Betätigung verboten. Trotzdem blieb er weiterhin im Kontakt mit seinen Genossen des Communistenbond Spartacus.